# Hozon Auto
Hozon Auto (in cinese 合众汽车, Hé zhòng qì chē) è un marchio cinese di automobili completamente elettriche, prodotto dalla Zhejiang Hezhong New Energy Automobile Company.

## Storia
È stata fondata nel 2014 da Beijing Sinohytec e Zhejiang Yangtze Delta Region Institute dell'Università Tsinghua e ha sede a Jiaxing. Nel 2018 ha aperto un centro di ricerca sui veicoli autonomi nella Silicon Valley, in California e nel marzo 2019 ha aperto un centro design a Pechino.
Ha annunciato la sua prima concept car nel 2017. Il primo SUV è stato lanciato nel 2018 con il nome di Neta N01 ed è basato sulla piattaforma HPA.
Nel 2022 è stata presentata la Neta S, una berlina sportiva elettrica con 1100 km di autonomia.

## Modelli

### In produzione

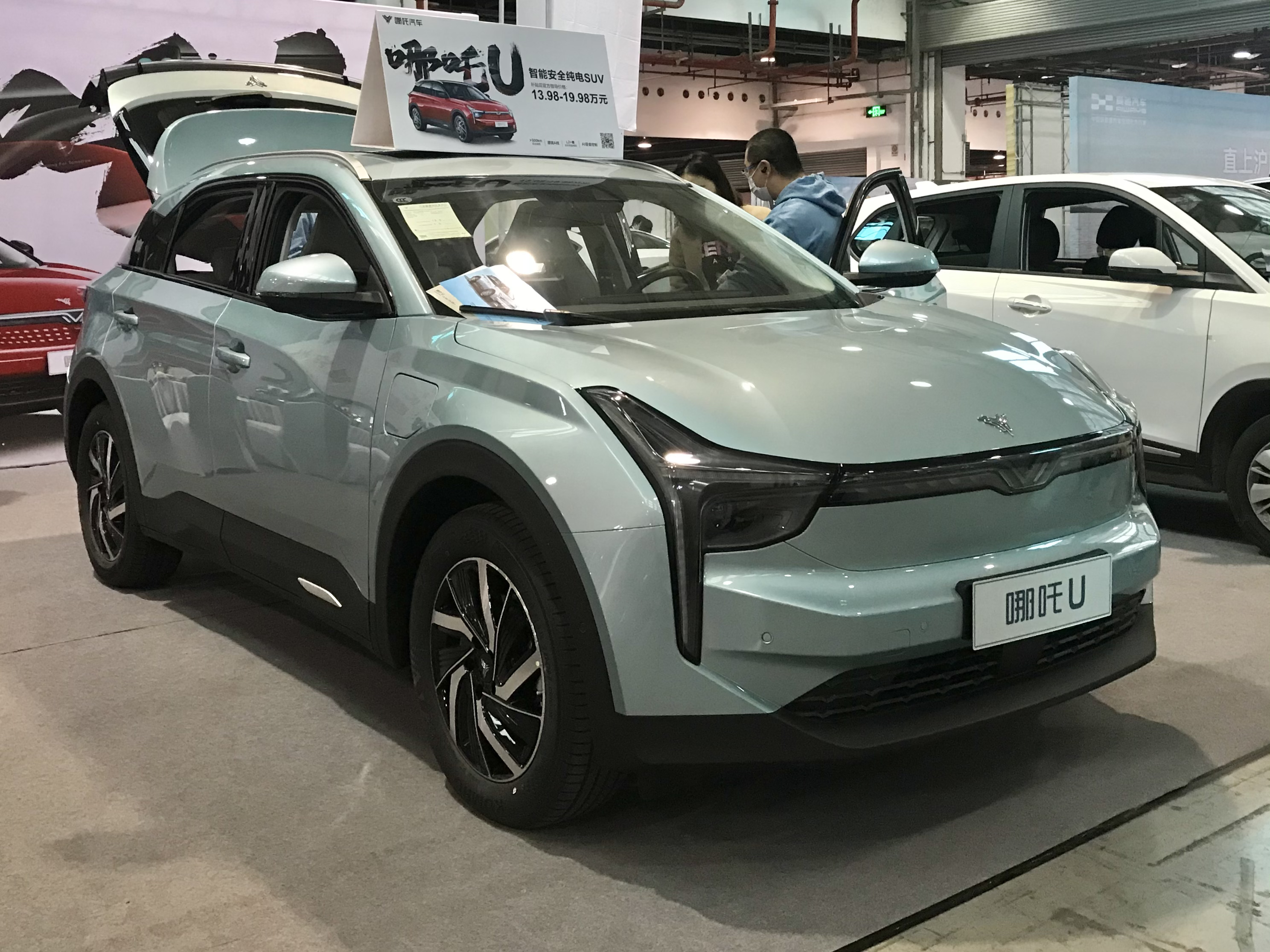
Neta L
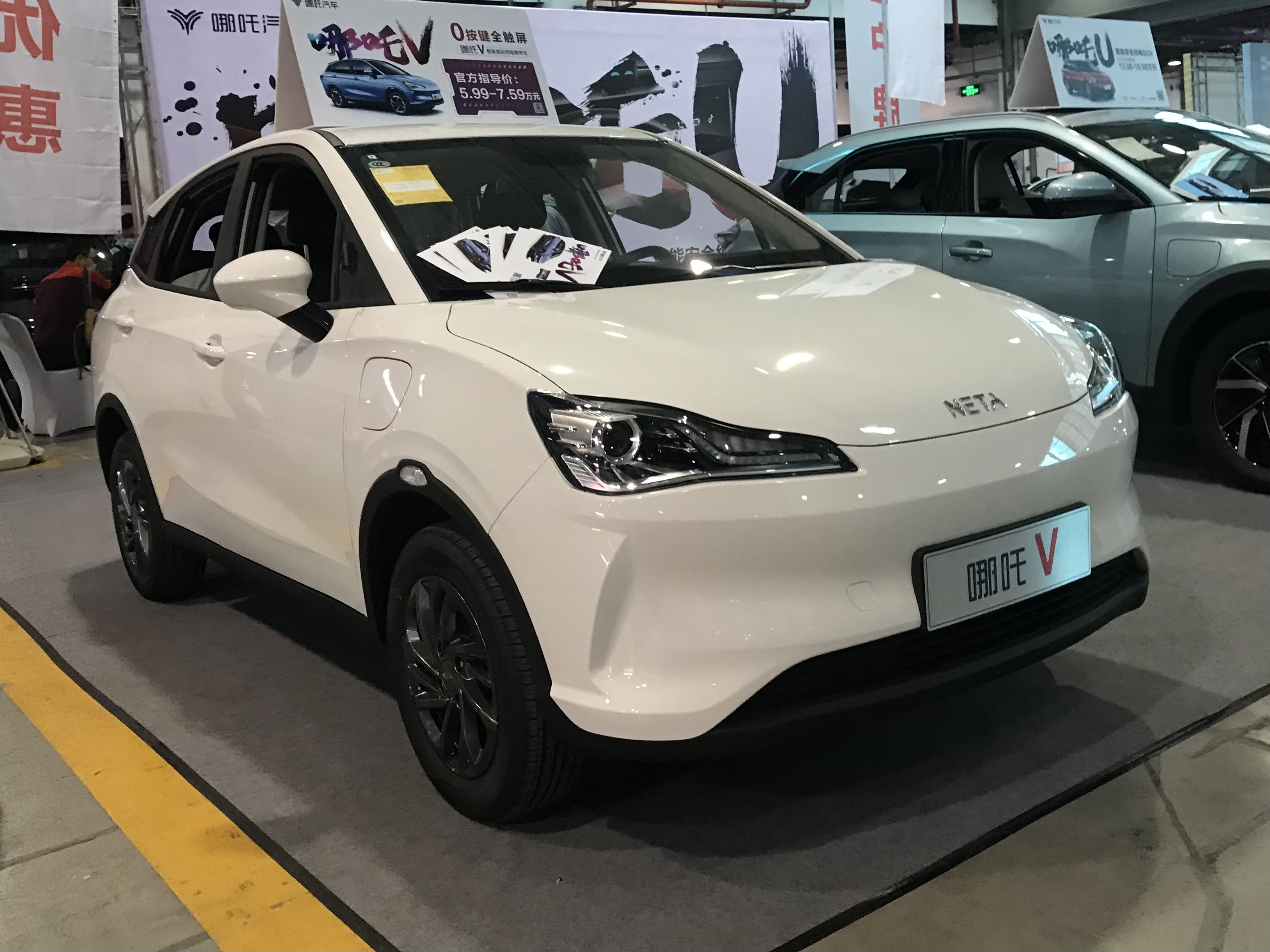
Neta U
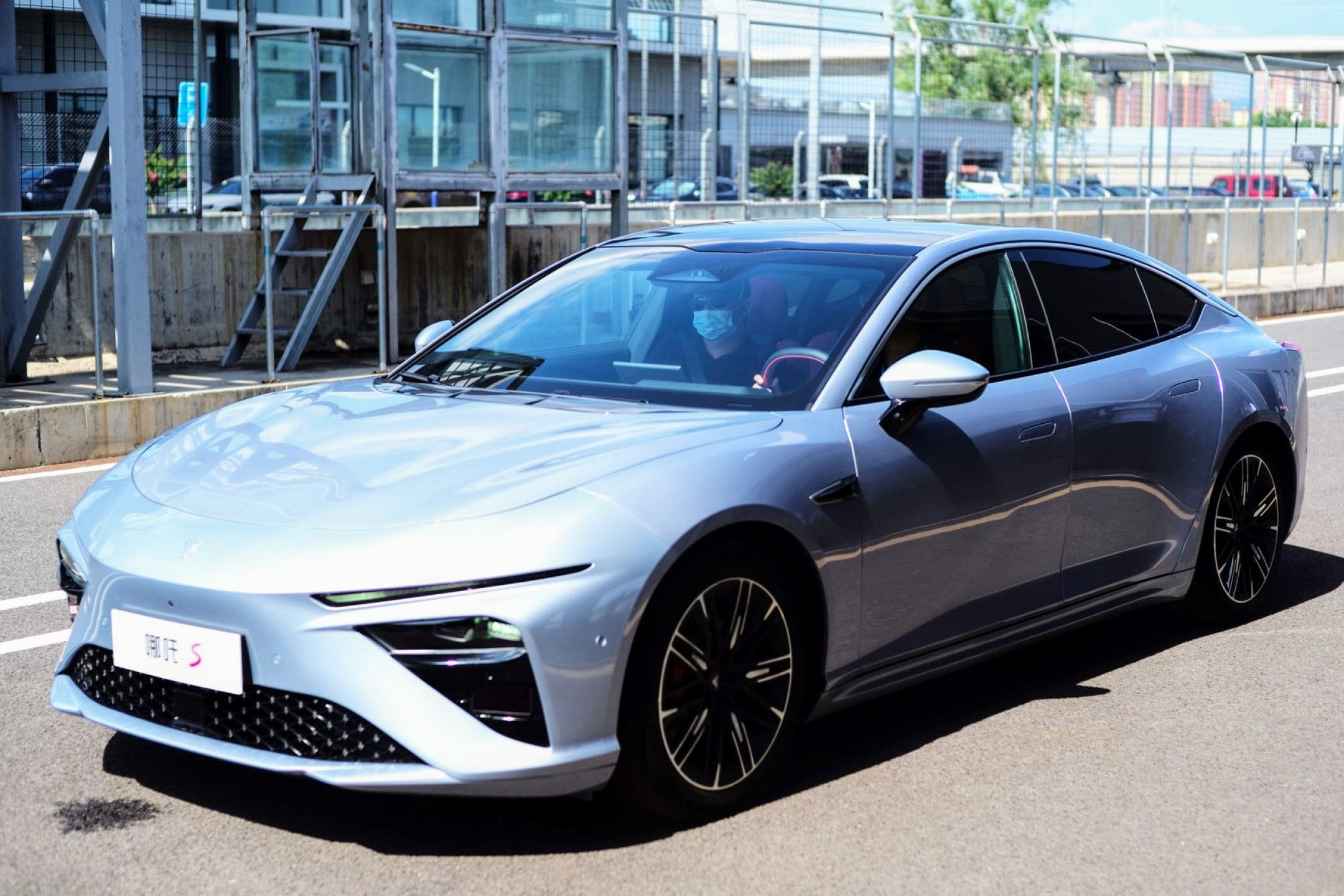
Neta V
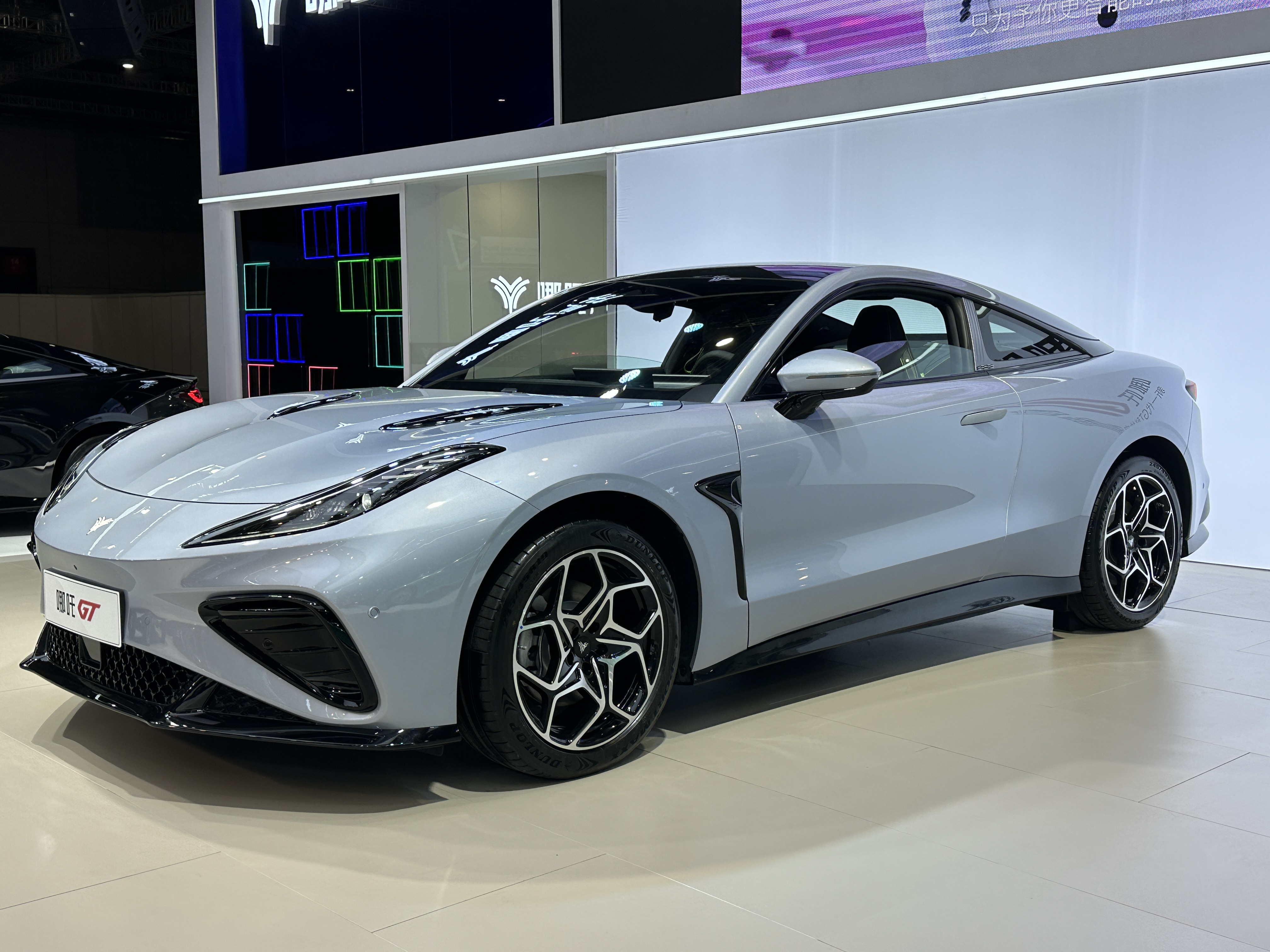
Neta S
- Neta E
- Neta GT

- Neta U
- Neta V
- Neta S
- Neta gt

### Fuori produzione
- Neta N01 (2018-2020)

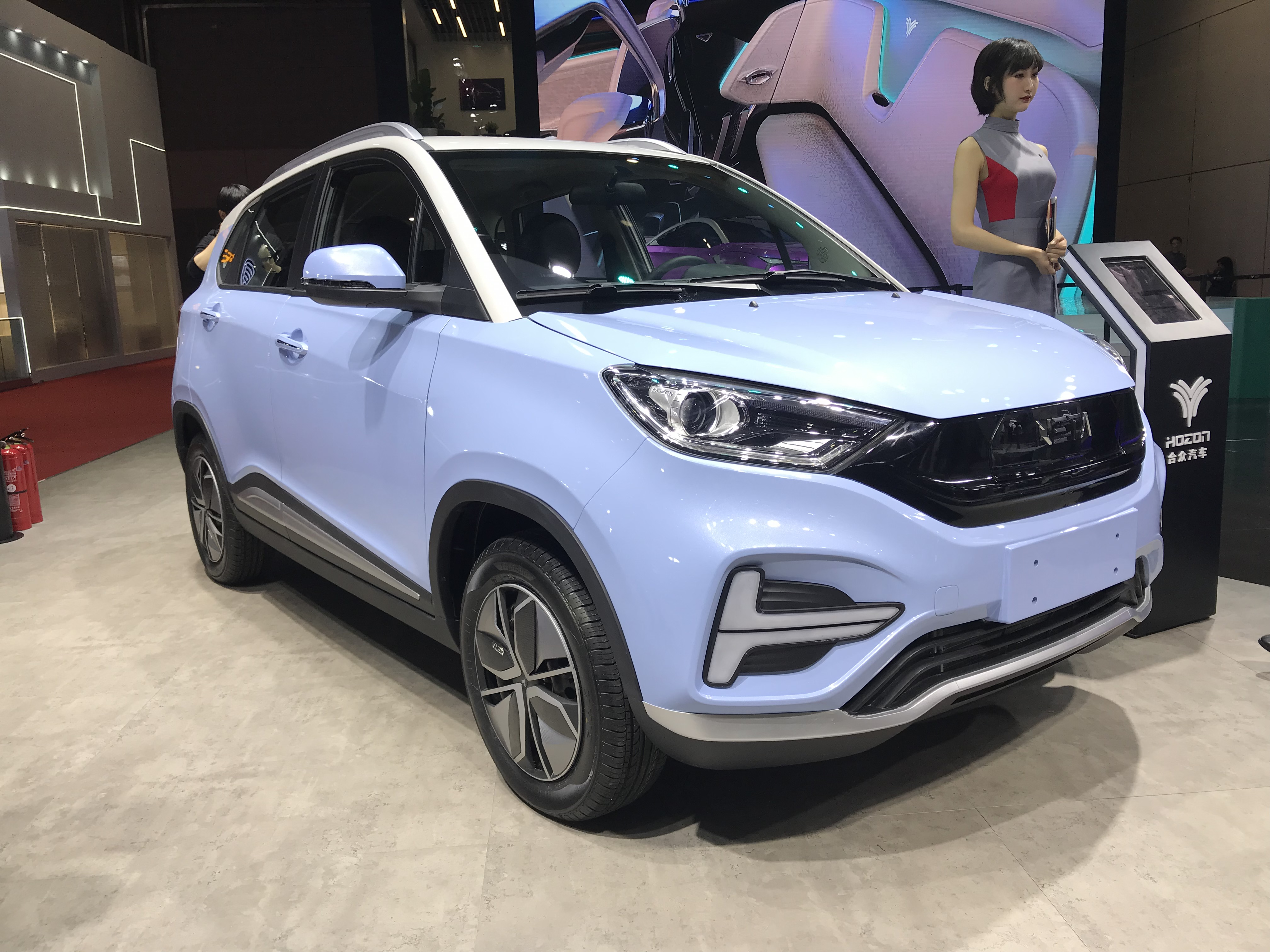
Neta N01

## Vendite
| Anno | Vetture immatricolate |
| ---- | --------------------- |
| 2018 | 1.206                 |
| 2019 | 11.212                |
| 2020 | 15.509                |
| 2021 | 69.674                |
| 2022 | 152.073               |